# Produttore esecutivo
Il produttore esecutivo (detto impropriamente anche "amministratore delegato") è quella figura nell'industria dell'intrattenimento che si occupa degli aspetti organizzativi, amministrativi, economici e burocratici delle opere audiovisive.   
Coordina l'intero progetto e oltre a supervisionarlo, fa in modo che tutte le direttive vengano seguite. Si occupa inoltre della distribuzione  e della  commercializzazione dei vari prodotti.  
Nel corso del tempo, il titolo di produttore esecutivo è andato riferendosi ad una più ampia gamma di ruoli all'interno di settori differenti (cinema, televisione, musica, videogiochi), da quelli responsabili per la creazione del prodotto, all'organizzazione di finanziamento fino a rivestire una figura onorifica (molto raramente) senza effettive funzioni di organizzazione.

## Ruolo
Il ruolo del produttore esecutivo varia per responsabilità e potere a seconda delle situazioni e dell'ambito in cui opera. Alcuni produttori esecutivi hanno il pieno controllo in ogni aspetto della produzione (come nel caso di George Lucas nei confronti della saga di Guerre stellari negli anni che vanno fino all'acquisizione della Lucasfilm da parte della Disney), alcuni invece sono solo supervisori del progetto, mentre altri sono semplici dipendenti.
È generalmente designato dalla casa di produzione per supervisionare il lavoro delle varie maestranze collaborando con il regista, qualora non lo sia lui stesso, al fine di assicurarsi che il prodotto sia in linea con le aspettative della produzione ed intervenendo sulla linea autoriale e produttiva qualora non sia in linea con i voleri della produzione. 
In generale supervisiona anche le attività di pre-produzione e post-produzione essendo colui che decide cosa rendere fruibile o meno di quanto girato, apportando modifiche in corso d'opera per meglio inquadrare i desideri di pubblico e sponsor.
Qualche volta il titolo viene assegnato simbolicamente a persone che in realtà non hanno contribuito all'effettiva realizzazione del prodotto, come nel caso di Stan Lee, il quale era stato insignito del titolo onorario di produttore esecutivo di tutti i film dei Marvel Studios.

## Televisione
Il ruolo del produttore esecutivo in televisione spesso si sovrappone a quello del produttore. Tuttavia, pur essendo possibile la presenza di più produttori esecutivi su una singola serie, il ruolo di supervisore creativo è assunto da un solo produttore esecutivo, che per comodità viene distinto con la carica di Showrunner.

## Musica
Il produttore esecutivo in musica è colui al quale il produttore discografico affida il compito di organizzazione e realizzazione della fase di registrazione, secondo i termini stabiliti dal contratto discografico. Può decidere la sala di registrazione in cui lavorare, può tenere sotto controllo il rispetto degli orari di lavoro, la disponibilità del team e dei musicisti. Il produttore esecutivo può avere il controllo su tutti gli aspetti della produzione, essere solamente un supervisore del progetto o direttamente dipendente dall'etichetta/casa discografica o del produttore discografico.